# Gyrtona inclusalis
Gyrtona inclusalis là một loài bướm đêm trong họ Noctuidae.